# 1953年
1953年（1953 ねん）は、西暦（グレゴリオ暦）による、木曜日から始まる平年。昭和28年。

## 他の紀年法
- 干支：癸巳（みずのと み）
- 日本（月日は一致）
  - 昭和28年
  - 皇紀2613年
- 中華民国（月日は一致）
  - 中華民国42年
- 朝鮮・韓国（月日は一致）
  - 檀紀4286年
  - 主体42年
- 仏滅紀元：2495年 - 2496年
- イスラム暦：1372年4月14日 - 1373年4月24日
- ユダヤ暦：5713年4月14日 - 5714年4月25日
- 修正ユリウス日(MJD)：34378 - 34742
- リリウス日(LD)：135219 - 135583

※檀紀は、大韓民国で1948年に法的根拠を与えられたが、1962年からは公式な場では使用されていない。

※主体暦は、朝鮮民主主義人民共和国で1997年に制定された。

## カレンダー
| 1月 |    |    |    |    |    |    |
| 日  | 月 | 火 | 水 | 木 | 金 | 土 |
|     |    |    |    | 1  | 2  | 3  |
| 4   | 5  | 6  | 7  | 8  | 9  | 10 |
| 11  | 12 | 13 | 14 | 15 | 16 | 17 |
| 18  | 19 | 20 | 21 | 22 | 23 | 24 |
| 25  | 26 | 27 | 28 | 29 | 30 | 31 |
|     |    |    |    |    |    |    |

| 2月 |    |    |    |    |    |    |
| 日  | 月 | 火 | 水 | 木 | 金 | 土 |
| 1   | 2  | 3  | 4  | 5  | 6  | 7  |
| 8   | 9  | 10 | 11 | 12 | 13 | 14 |
| 15  | 16 | 17 | 18 | 19 | 20 | 21 |
| 22  | 23 | 24 | 25 | 26 | 27 | 28 |
|     |    |    |    |    |    |    |

| 3月 |    |    |    |    |    |    |
| 日  | 月 | 火 | 水 | 木 | 金 | 土 |
| 1   | 2  | 3  | 4  | 5  | 6  | 7  |
| 8   | 9  | 10 | 11 | 12 | 13 | 14 |
| 15  | 16 | 17 | 18 | 19 | 20 | 21 |
| 22  | 23 | 24 | 25 | 26 | 27 | 28 |
| 29  | 30 | 31 |    |    |    |    |
|     |    |    |    |    |    |    |

| 4月 |    |    |    |    |    |    |
| 日  | 月 | 火 | 水 | 木 | 金 | 土 |
|     |    |    | 1  | 2  | 3  | 4  |
| 5   | 6  | 7  | 8  | 9  | 10 | 11 |
| 12  | 13 | 14 | 15 | 16 | 17 | 18 |
| 19  | 20 | 21 | 22 | 23 | 24 | 25 |
| 26  | 27 | 28 | 29 | 30 |    |    |
|     |    |    |    |    |    |    |

| 5月 |    |    |    |    |    |    |
| 日  | 月 | 火 | 水 | 木 | 金 | 土 |
|     |    |    |    |    | 1  | 2  |
| 3   | 4  | 5  | 6  | 7  | 8  | 9  |
| 10  | 11 | 12 | 13 | 14 | 15 | 16 |
| 17  | 18 | 19 | 20 | 21 | 22 | 23 |
| 24  | 25 | 26 | 27 | 28 | 29 | 30 |
| 31  |    |    |    |    |    |    |
|     |    |    |    |    |    |    |

| 6月 |    |    |    |    |    |    |
| 日  | 月 | 火 | 水 | 木 | 金 | 土 |
|     | 1  | 2  | 3  | 4  | 5  | 6  |
| 7   | 8  | 9  | 10 | 11 | 12 | 13 |
| 14  | 15 | 16 | 17 | 18 | 19 | 20 |
| 21  | 22 | 23 | 24 | 25 | 26 | 27 |
| 28  | 29 | 30 |    |    |    |    |
|     |    |    |    |    |    |    |

| 7月 |    |    |    |    |    |    |
| 日  | 月 | 火 | 水 | 木 | 金 | 土 |
|     |    |    | 1  | 2  | 3  | 4  |
| 5   | 6  | 7  | 8  | 9  | 10 | 11 |
| 12  | 13 | 14 | 15 | 16 | 17 | 18 |
| 19  | 20 | 21 | 22 | 23 | 24 | 25 |
| 26  | 27 | 28 | 29 | 30 | 31 |    |
|     |    |    |    |    |    |    |

| 8月 |    |    |    |    |    |    |
| 日  | 月 | 火 | 水 | 木 | 金 | 土 |
|     |    |    |    |    |    | 1  |
| 2   | 3  | 4  | 5  | 6  | 7  | 8  |
| 9   | 10 | 11 | 12 | 13 | 14 | 15 |
| 16  | 17 | 18 | 19 | 20 | 21 | 22 |
| 23  | 24 | 25 | 26 | 27 | 28 | 29 |
| 30  | 31 |    |    |    |    |    |
|     |    |    |    |    |    |    |

| 9月 |    |    |    |    |    |    |
| 日  | 月 | 火 | 水 | 木 | 金 | 土 |
|     |    | 1  | 2  | 3  | 4  | 5  |
| 6   | 7  | 8  | 9  | 10 | 11 | 12 |
| 13  | 14 | 15 | 16 | 17 | 18 | 19 |
| 20  | 21 | 22 | 23 | 24 | 25 | 26 |
| 27  | 28 | 29 | 30 |    |    |    |
|     |    |    |    |    |    |    |

| 10月 |    |    |    |    |    |    |
| 日   | 月 | 火 | 水 | 木 | 金 | 土 |
|      |    |    |    | 1  | 2  | 3  |
| 4    | 5  | 6  | 7  | 8  | 9  | 10 |
| 11   | 12 | 13 | 14 | 15 | 16 | 17 |
| 18   | 19 | 20 | 21 | 22 | 23 | 24 |
| 25   | 26 | 27 | 28 | 29 | 30 | 31 |
|      |    |    |    |    |    |    |

| 11月 |    |    |    |    |    |    |
| 日   | 月 | 火 | 水 | 木 | 金 | 土 |
| 1    | 2  | 3  | 4  | 5  | 6  | 7  |
| 8    | 9  | 10 | 11 | 12 | 13 | 14 |
| 15   | 16 | 17 | 18 | 19 | 20 | 21 |
| 22   | 23 | 24 | 25 | 26 | 27 | 28 |
| 29   | 30 |    |    |    |    |    |
|      |    |    |    |    |    |    |

| 12月 |    |    |    |    |    |    |
| 日   | 月 | 火 | 水 | 木 | 金 | 土 |
|      |    | 1  | 2  | 3  | 4  | 5  |
| 6    | 7  | 8  | 9  | 10 | 11 | 12 |
| 13   | 14 | 15 | 16 | 17 | 18 | 19 |
| 20   | 21 | 22 | 23 | 24 | 25 | 26 |
| 27   | 28 | 29 | 30 | 31 |    |    |
|      |    |    |    |    |    |    |

## できごと

### 1月
- 1月10日 - 大洋と松竹の合併に伴い、セ・リーグは6球団制へ移行。
- 1月13日 - ヨシップ・ブロズ・チトーがユーゴスラビア大統領に就任。
- 1月13日 - プラウダ紙が「ユダヤ人医師らがソ連要人の毒殺を企てた」と報道、ソ連史上の最大の反ユダヤキャンペーンに発展。（医師団陰謀事件）
- 1月15日 - 早川電機（現：シャープ）が、国産初のテレビ、TV3-14T 175000円を発売。
- 1月20日 - ドワイト・アイゼンハワーが米大統領就任。
- 1月27日 -  ダレス米国務長官が、対共産圏軍事対決を主張する「巻き返し政策」の演説を行う。
- 1月28日 - 東京・銀座で風船に使用した水素ボンベが爆発。死者1名（銀座チョコレートショップ爆発火災）。

### 2月
- 2月1日 - NHKが日本で初のテレビジョン本放送を東京で開始。
- 2月4日 - 第一大邦丸事件。
- 2月19日 - 別府市警察署事件。
- 2月20日 - NHKテレビでバラエティ番組『ジェスチャー』放送開始。
- 2月28日 - この日の衆議院予算委員会で吉田茂首相が社会党右派の西村栄一議員との質疑応答中、吉田が西村に対して「バカヤロー」と発言する。

### 3月
- 3月1日 - 長崎放送（当時：ラジオ長崎）が開局。
- 3月5日 - ソ連の指導者・スターリンが死去したことにより株価が暴落（スターリン暴落）。
- 3月14日 - 衆議院解散（バカヤロー解散）
- 3月21日 - 資生堂、「ドルックス　オーソドックス（ノーマル）」発売。
- 3月24日 - 国際電信電話株式会社（KDD）設立
- 3月25日 - 東洋水産（当時：横須賀水産株式会社）設立
- 3月30日 - 東京都墨田区の賛育会病院で生まれた新生児が別の新生児と取り違えられる事故が発生。詳細は新生児取り違えを参照。

### 4月
- 4月 - 永谷園（当時：永谷園本舗）設立
- 4月 - 大塚製薬工場、「オロナインH軟膏」（当時：オロナイン軟膏）発売。
- 4月1日 - 保安大学校（現在の防衛大学校）開校。
- 4月12日、東京六大学野球の入場式と開幕戦をNHKがテレビ中継（日本初のテレビスポーツ中継）[1]。
- 4月19日 - 第26回衆議院議員総選挙投開票。
- 4月20日 - ボストンマラソンで、日本の山田敬蔵が2時間18分51秒のタイム（当時の世界最高記録とされたが、後に距離不足が判明）で優勝。
- 4月24日 - 第3回参議院議員通常選挙投開票。
- 4月27日 - 阿蘇山が噴火、5人死亡。

### 5月
- 5月18日 - 旧二級国道が施行
- 5月18日 - 第16特別国会召集（8月10日閉会）。
- 5月29日 - エドモンド・ヒラリーとテンジン・ノルゲイがエベレスト初登頂を果たす。

### 6月
- 6月2日 - イギリス女王エリザベス2世が戴冠。
- 6月17日 - 前日から東ベルリンで起きていた、市民による反東ドイツ政府デモがソ連軍に弾圧される（6月17日事件）。
- 6月18日 - アメリカ空軍のC-124輸送機が東京都小平市に墜落、死者129名（立川基地グローブマスター機墜落事故）。
- 6月19日 - ローゼンバーグ夫妻処刑（ローゼンバーグ事件）。
- 6月20日 - 中日球場のナイター設備が完成。
- 6月25日 - 岡山県加茂町の加茂中学校体育館にて映画を上映中に火災が発生し生徒ら13名焼死。
- 6月25日 - 29日 - 昭和28年西日本水害。九州地方を中心に758名の死者を出した集中豪雨が発生。
- 6月 - エジプト共和国宣言発表。

### 7月
- 7月3日- ヘルマン・ブールがナンガ・パルバットの初登頂に成功。
- 7月17日 - 伊東絹子がミス・ユニバースで3位入賞。（日本時間18日）[2][3]
- 7月17日 - 18日 - 南紀豪雨（紀州大水害）。和歌山県を中心に死者・行方不明者1,046名を出した集中豪雨が発生。
- 7月26日 - モンカダ兵営を襲撃したキューバ革命記念日。
- 7月27日 - 朝鮮戦争の休戦成立。
- 7月 - ベリヤ・ソ連副首相逮捕（12月処刑）。

### 8月
- 8月8日 - ソビエト連邦が水爆保有を発表。
- 8月8日 - ラズエズノイ号事件。
- 8月10日 - 静岡県三島市にある花火工場で爆発があり8名死亡、2名重傷。
- 8月14日〜15日 - 南山城水害。京都府南部を中心に死者105名。朝日新聞により日本で初めて「集中豪雨」の語が使用される。
- 8月19日 - イラン・クーデター、モサッデク政権崩壊。
- 8月22日 - 福岡市動物園開園。
- 8月28日 - 日本初の民間放送によるテレビ局、日本テレビ放送網がテレビジョン本放送を開始。また日本で初めての放送事故が発生。

### 9月
- 9月 - イタリア、ユーゴスラビアとトリエステ紛争。
- 9月1日 - トヨタ自動車、「トヨペット・スーパー」を発売。現在の「クラウン」の源流。
- 9月1日 - 高知放送（当時：ラジオ高知）が開局。
- 9月27日 - 巨人が対阪神ダブルヘッダーに連勝し、3年連続セ・リーグ優勝（V3）。

### 10月
- 10月1日 -  米韓相互防衛条約調印。
- 10月1日 - 町村合併促進法施行。
- 10月1日 - 日本航空株式会社法が施行され、特殊会社の日本航空株式会社が発足。（旧）日本航空株式会社は新会社に一切の権利義務を承継し解散。
- 10月1日 - RSK山陽放送（当時の通称：ラジオ山陽）、西日本放送（当時：ラジオ四国）、南海放送（当時：ラジオ南海）、熊本放送（当時：ラジオ熊本）、大分放送（当時：ラジオ大分）が開局。
- 10月10日 - 南日本放送（当時：ラジオ南日本）が開局。
- 10月12日 - 青森放送（当時：ラジオ青森）が開局。
- 10月15日 - 山形放送（当時：ラジオ山形）が開局。
- 10月16日 - 日本シリーズで巨人が南海を4勝2敗1分で下し、3年連続の日本一達成。
- 10月29日 - 第17臨時国会召集（11月7日閉会）。

### 11月
- 11月1日 - 秋田放送（当時：ラジオ東北）が開局。
- 11月3日 - 石坂洋次郎の小説『草を刈る娘』を原作とした新東宝と俳優座の製作提携作品、新東宝の配給作品映画『思春の泉』が公開。同作で主演した宇津井健が俳優デビュー。
- 11月5日 - 徳島市の電気店で、経営者の男性が殺害（徳島ラジオ商殺し事件）。
- 11月21日 - ロンドン郊外で発見されたピルトダウン人、捏造と発覚。
- 11月30日 - 第18臨時国会召集（12月8日閉会）。
- 11月30日 - （シベリア抑留）引揚再開第一船が舞鶴港に入港。
- 11月 - 東京・青山で紀ノ国屋がセルフサービス店を開店。セルフサービス方式の食料小売店という意味で日本初のスーパーマーケット[4]。

### 12月
- 12月 - 米英仏首脳のバミューダ会談。
- 12月1日
  - 板垣退助像の百円紙幣（日本銀行券B百円券）発行開始。
  - 12月1日 - ラジオ福島が開局。
- 12月10日
  - 第19回国会召集（1954年6月15日閉会）。
  - 日ペリが戦後日本初の日本人による航空機の定期運航を開始。
- 12月12日 - 青森県新和村一家7人殺害事件。青森県中津軽郡新和村（現：弘前市）で一家7人が射殺され、現場の家が全焼し1人が焼死した。
- 12月17日 - 東急不動産設立。
- 12月25日
  - 奄美群島が日本に返還。
  - IBC岩手放送（当時：ラジオ岩手）が開局。
- 12月31日 - 第4回NHK紅白歌合戦をテレビ・ラジオ同時生中継。この回から紅白は毎年大晦日に開催。

### 日付不詳
- DNAの二重らせん構造が決定された。
- REM睡眠が発見される。
- 熊本県水俣市の水俣湾周辺の漁村地区などで猫などの不審死が多数発生。
- 日本初のスーパーマーケット、紀ノ国屋が東京・青山にオープン。
- クリスチャン・ディオール来日
- 九州交響楽団創立

## スポーツ
- プロ野球
  - セントラル・リーグ優勝 - 読売ジャイアンツ
  - パシフィック・リーグ優勝 - 南海ホークス
  - 日本シリーズ優勝 - 読売ジャイアンツ（4勝2敗1分）
- 大相撲（幕内最高優勝）
  - 初場所：鏡里喜代治
  - 春場所：栃錦清隆
  - 夏場所：時津山仁一
  - 名古屋場所：
  - 秋場所：東富士謹一
  - 九州場所：

## 芸術・文化

### 文学
- 芥川賞
  - 第29回（1953年上半期） - 安岡章太郎 『悪い仲間・陰気な愉しみ』
  - 第30回（1953年下半期） - 該当作品なし
- 直木賞
  - 第29回（1953年上半期） - 該当作品なし
  - 第30回（1953年下半期） - 該当作品なし

### 映画
- 恐怖の報酬（監督：アンリ＝ジョルジュ・クルーゾー）
- 原子怪獣現わる
- 地上より永遠に（監督：フレッド・ジンネマン）
- シェーン（監督：ジョージ・スティーヴンス）
- ローマの休日（監督：ウィリアム・ワイラー）
- ピーター・パン
- 雨月物語（監督：溝口健二）。ヴェネツィア国際映画祭銀獅子賞。
- 君の名は
- 東京物語（監督：小津安二郎）
- 日本の悲劇（監督：木下惠介）

### テレビ
- 2月1日 - NHKがテレビの本放送開始
- 8月28日 - 日本テレビが本放送開始
- ジェスチャー（NHK、2月6日 - 1968年4月）
- ほろにがショー 何でもやりまショー（日本テレビ）

### ラジオ
- この年も、日本各地で民放ラジオ局が次々と開局。

### コマーシャル
| キャッチフレーズなど                                          | 商品名など | メーカー   | 出演者 | 音楽 |
| ------------------------------------------------------------- | ---------- | ---------- | ------ | ---- |
| 精工舎の時計が7時をお知らせします ※日本初のテレビコマーシャル | 時計       | 服部時計店 | アニメ | -    |
| サロンパス坊や                                                | サロンパス | 久光兄弟   | アニメ | -    |
| ゴホン!といえば龍角散                                         | 龍角散     | 龍角散     | -      | -    |

## 誕生

### 1月
- 1月1日 - 秋元義孝、外交官、日本国外務省儀典長
- 1月1日 - 近藤義之、プロ野球選手
- 1月1日 - 武井雅昭、政治家
- 1月2日 - 二間瀬敏史、宇宙物理学者
- 1月2日 - 魚満芳、プロ野球選手
- 1月2日 - 吉武正成、プロ野球選手
- 1月3日 - 桑田健秀、バスケットボール選手・指導者
- 1月5日 - ジョージ・J・テネット、アメリカ中央情報局長官
- 1月6日 - マルコム・ヤング、ロックミュージシャン・AC/DCのメンバー（+ 2017年）
- 1月7日 - レスリー・マンドキ、ジンギスカンメンバー
- 1月8日 - 松井一実、政治家、厚生労働官僚
- 1月8日 - ブルース・スーター、元メジャーリーガー（+ 2022年）
- 1月8日 - 土井敏邦、中近東フリー・ジャーナリスト、映画監督、政治活動家
- 1月9日 - 宗茂、気功師、元マラソン選手
- 1月9日 - 宗猛、元マラソン選手
- 1月10日 - マイク・スターン、ジャズギタリスト
- 1月10日 - 市橋秀彦、プロ野球選手
- 1月10日 - 中西良太、俳優
- 1月12日 - 池尾和人、経済学者  (+2021年)
- 1月12日 - 橋本晃一、声優
- 1月12日 - テリー・ウィットフィールド、元プロ野球選手
- 1月15日 - 森田童子、シンガーソングライター（+ 2018年）
- 1月17日 - 濱田金吾、ミュージシャン
- 1月18日 - 千本松喜兵衛、俳優
- 1月18日 - 小寺昌治、プロ野球選手、プロ野球審判員
- 1月21日 - ポール・アレン、マイクロソフト社の共同創業者（+ 2018年[5]）
- 1月22日 - チョン・ミョンフン、指揮者
- 1月23日 - 徐守盛、政治家、官僚（+ 2020年）
- 1月27日 - 審良静男、医学者
- 1月29日 - テレサ・テン、歌手（+ 1995年）
- 1月29日 - 寺内よりえ、女優、声優
- 1月31日 - 青野照市、将棋棋士

### 2月
- 2月2日 - ウラジミール・コバリョフ、フィギュアスケート選手
- 2月4日 - 山下達郎、シンガーソングライター
- 2月4日 - 寺田吉孝、元プロ野球選手
- 2月4日 - 喜多郎、キーボーディスト・作曲家
- 2月4日 - 安藤勲、山形放送アナウンサー・論説委員
- 2月5日 - マカリミ・アビソラ・アデチュブ、開発経済学者、農村経済学者、駐日大使
- 2月6日 - 高村薫、小説家
- 2月7日 - 籠池泰典、社会福祉法人肇國舎代表
- 2月8日 - 笠原敦郎、プロ野球選手
- 2月11日 - ジェブ・ブッシュ、フロリダ州知事・ブッシュ大統領の弟
- 2月11日 - たいらいさお、歌手（3代目うたのおにいさん）
- 2月13日 - 栗本薫、小説家（+ 2009年）
- 2月14日 - 鈴木キサブロー、作曲家
- 2月14日 - 海老名美どり、女優・美容研究家
- 2月17日 - 宮本邦彦、警察官（+ 2007年）
- 2月19日 - クリスティーナ・フェルナンデス・デ・キルチネル、アルゼンチン大統領
- 2月19日 - 有希俊彦、元俳優
- 2月20日 - 四方田犬彦、比較文学者・映画史家・明治学院大言語文化研所長
- 2月23日 - 中嶋悟、F1レーサー
- 2月23日 - フレッド・クハウルア、元プロ野球選手
- 2月25日 - 坂田靖子、漫画家
- 2月28日 - ポール・クルーグマン、経済学者
- 2月28日 - 村下孝蔵、シンガーソングライター（+ 1999年）
- 2月28日 - 枡野俊明、禅僧・多摩美術大学環境デザイン学科教授、庭園デザイナー

### 3月
- 3月2日 - 北側一雄、公明党の政治家
- 3月2日 - 斉藤滋宣、政治家
- 3月3日 - ジーコ、元サッカー選手・元サッカー日本代表監督
- 3月3日 - 小橋玲子、女優
- 3月4日 - ジェームス・スミス、プロボクサー
- 3月4日 - 魔夜峰央、漫画家
- 3月5日 - 安田隆行、調教師（JRA）
- 3月5日 - 守岡茂樹、プロ野球選手
- 3月8日 - ジム・ライス、元メジャーリーガー
- 3月9日 - 麒麟児和春、元大相撲力士、元北陣親方（+ 2021年）
- 3月10日 - 大西晴樹、東北学院大学大学長、学校法人東北学院学院長
- 3月11日 - デレック・デイリー、元レーサー
- 3月11日 - スティーブ・マクナルティ、元プロ野球選手
- 3月12日 - 沢田ユキオ、漫画家
- 3月14日 - 平川滋子、現代美術家
- 3月14日 - ティモシー・アイルランド、元プロ野球選手
- 3月18日 - 吉松隆、作曲家
- 3月19日 - 北橋健治、政治家
- 3月22日 - 米澤嘉博、漫画評論家（+ 2006年）
- 3月22日 - 笠間雄二、元プロ野球選手
- 3月26日 - ピーター・フランクル、数学者・大道芸人
- 3月27日 - 高中正義、ギタリスト
- 3月29日 - 平谷祐宏、地方政治家・尾道市長

### 4月
- 4月1日 - アルベルト・ザッケローニ、サッカー指導者
- 4月1日 - 渡邉芳樹、厚生・厚生労働官僚、元在スウェーデン日本国大使館特命全権大使
- 4月2日 - 吹石徳一、元プロ野球選手（近鉄）
- 4月2日 - ヘクター・クルーズ、元プロ野球選手
- 4月3日 - 2代若乃花幹士、第56代横綱、元間垣親方（+ 2022年）[6]
- 4月3日 - 仁科亜季子、女優
- 4月5日 - 潘恵子、声優
- 4月5日 - 保倉幸恵、モデル・女優（+ 1975年）
- 4月5日 - キム・アレン、元プロ野球選手
- 4月6日 - ジャネット・リン、フィギュアスケート選手
- 4月6日 - 鳥坂九十九、プロ野球選手
- 4月7日 - 甲斐よしひろ、ミュージシャン
- 4月7日 - 吉田美奈子、ミュージシャン
- 4月7日 - 山形和幸、プロ野球選手
- 4月8日 - 萩原流行、俳優（+ 2015年）
- 4月10日 - 山内重保、アニメーション演出家
- 4月11日 - アンドリュー・ワイルズ、数学者
- 4月11日 - 森しん、声優
- 4月12日 - 佐藤文男、元プロ野球選手
- 4月13日 - 鈴木俊一、自由民主党の政治家
- 4月14日 - 根建忍、プロ野球選手
- 4月15日 - 北原光広、高校野球指導者
- 4月16日 - 小野田英一、俳優、声優、ナレーター
- 4月18日 - 岸田敏志、歌手・俳優
- 4月21日 - 大町定夫、元プロ野球選手
- 4月23日 - 国広富之、俳優
- 4月24日 - エリック・ボゴシアン、俳優・小説家・劇作家
- 4月28日 - 原ゆたか、児童文学作家・絵本作家・イラストレーター
- 4月30日 - 新谷祐二、プロ野球選手

### 5月
- 5月1日 - 副島隆彦、評論家
- 5月1日 - 青木まゆみ、元競泳選手
- 5月2日 - ヴァレリー・ゲルギエフ、指揮者
- 5月2日 - ドミシアン・ンダイゼイエ、ブルンジの政治家
- 5月2日 - 佐々木信行、元プロ野球選手
- 5月3日 - 田村政雄、元プロ野球選手
- 5月3日 - 若林憲一、元プロ野球選手
- 5月4日 - 江原正士、俳優・声優
- 5月5日 - 天野滋、ミュージシャン（+ 2005年）
- 5月5日 - 笹川博、プロ野球選手
- 5月6日 - トニー・ブレア、イギリス首相
- 5月8日 - アレックス・ヴァン・ヘイレン、ミュージシャン（ヴァン・ヘイレン）
- 5月10日 - ケネス・ハワード・ライト、元プロ野球選手
- 5月11日 - 高橋洋子、女優・小説家
- 5月12日 - テーラー・ダンカン、元プロ野球選手（+ 2004年）
- 5月13日 - 鹿田淳史、彫刻家（+ 2003年）
- 5月13日 - 籔内佐斗司、彫刻家
- 5月14日 - 小森陽一、日本文学者・東大教授
- 5月14日 - ノロドム・シハモニ、カンボジア国王
- 5月14日 - 後藤寿彦、アマチュア野球指導者
- 5月15日 - ジョージ・ブレット、元メジャーリーガー
- 5月16日 - 北の湖敏満、第55代横綱、元北の湖親方（+ 2015年[7]）
- 5月16日 - ピアース・ブロスナン、俳優
- 5月16日 - 劔持節雄、元プロ野球選手
- 5月16日 - モニカ・ハジェット、ヴァイオリニスト
- 5月16日 - 桂伸乃介（+ 2020年[8]）
- 5月17日 - 島田陽子、女優（+ 2022年）
- 5月18日 - 中司得三、元プロ野球選手
- 5月19日 - 高橋裕、調教師
- 5月23日 - 赤坂憲雄、民俗学者
- 5月25日 - ダニエル・パサレラ、元サッカー選手
- 5月25日 - ガエターノ・シレア、元サッカー選手（+ 1989年）
- 5月29日 - ダニー・エルフマン、作曲家
- 5月29日 - マイク・デュプリー、元プロ野球選手
- 5月30日 - 庄司智久、元プロ野球選手
- 5月30日 - 岩井隆之、元プロ野球選手
- 5月31日 - 永見武司、プロ野球審判員

### 6月
- 6月4日 - 小嶋進、実業家（ヒューザー社長）
- 6月4日 - リンダ・リングル、ハワイ州知事
- 6月6日 - 大河原栄、元プロ野球選手
- 6月8日 - レン・サカタ、元メジャーリーガー
- 6月9日 - 柏葉幸子、児童文学作家
- 6月12日 - 峯本達雄、元プロ野球選手
- 6月14日 - 北川裕司、プロ野球選手
- 6月15日 - 習近平、中国共産党中央委員会総書記・中華人民共和国の第5世代の指導者
- 6月17日 - 定岡智秋、元プロ野球選手（南海）
- 6月18日 - ピーター・ドノホー、ピアニスト
- 6月19日 - 羽田耕一、元プロ野球選手（近鉄）
- 6月19日 - 飯田道朗、俳優・声優
- 6月20日 - 純アリス、日本の女優（+ 2019年）
- 6月20日 - 谷博、プロ野球審判員
- 6月21日 - 奥田直也、プロ野球選手
- 6月22日 - シンディ・ローパー、アメリカ合衆国の歌手
- 6月23日 - 森川正太、日本の俳優（+ 2020年）
- 6月24日 - 康珍化、作詞家
- 6月26日 - ロバート・ダヴィ、俳優
- 6月28日 - 福田功、元プロ野球選手

### 7月
- 7月1日 - 江戸アケミ、ミュージシャン（+ 1990年）
- 7月2日 - 藤瀬史朗、元プロ野球選手
- 7月2日 - トニー・アーマス・シニア、メジャーリーガー
- 7月5日 - 三ッ林隆志、政治家
- 7月7日 - 研ナオコ、タレント・歌手
- 7月8日 - 平松秀敏、プロ野球選手
- 7月9日 - 稲垣潤一、ミュージシャン・歌手
- 7月10日 - 安藤しげき、漫画家（+ 1997年）
- 7月10日 - 憲仁親王妃久子、日本の皇族・高円宮憲仁親王の妃
- 7月11日 - レオン・スピンクス、プロボクサー
- 7月11日 - 行澤久隆、元プロ野球選手
- 7月12日 - 真弓明信、阪神タイガース監督
- 7月14日 - 岡田克也、政治家・民主党代表代行
- 7月17日 - 大野徹也、オペラ歌手・テノール
- 7月19日 - 中川昭一、政治家（+ 2009年）
- 7月19日 - 山川健一、小説家・ミュージシャン
- 7月19日 - 大迫幸一、プロ野球フィジカルコーチ
- 7月20日 - 森口益光、元プロ野球選手
- 7月22日 - 水谷啓昭、元プロ野球選手
- 7月25日 - 鶴崎茂樹、元プロ野球選手
- 7月28日 - 嘉堂信雄、騎手
- 7月29日 - 大滝進矢、声優
- 7月30日 - 平沢隆好、元プロ野球選手
- 7月31日 - 岡崎友紀、女優
- 7月31日 - 古谷徹[9]、声優

### 8月
- 8月2日 - 中嶋愛和、プロ野球選手
- 8月3日 - 藤沢哲也、プロ野球選手
- 8月4日 - 岩田雅人、アナウンサー
- 8月4日 - 梨田昌孝、プロ野球選手、東北楽天ゴールデンイーグルス監督
- 8月4日 - 尾西和夫、プロ野球選手
- 8月7日 - 桑名正博、ミュージシャン・俳優（+ 2012年）
- 8月8日 - ナイジェル・マンセル、元F1レーサー
- 8月11日 - ハルク・ホーガン、プロレスラー
- 8月12日 - 山本雅夫、元プロ野球選手
- 8月15日 - 風祭ゆき、女優
- 8月16日 - 高木真一、元プロ野球選手
- 8月17日 - 木村広、元プロ野球選手
- 8月19日 - ジョン・ベラミー・フォスター、社会学者
- 8月21日 - 関根勤、タレント
- 8月21日 - 円広志、歌手・作曲家・タレント
- 8月24日 - ルイス・サンチェ、元プロ野球選手（+ 2005年）
- 8月24日 - 藤池昇、プロ野球選手、プロゴルファー（+ 2017年[10]）
- 8月27日 - 坂本東一、ばんえい競走騎手
- 8月31日 - 小林よしのり、漫画家

### 9月
- 9月2日 - ダニー・グッドウィン、元プロ野球選手
- 9月2日 - 松田光保、プロ野球選手
- 9月2日 - 林忠良、プロ野球審判員
- 9月5日 - 樋浦一帆、歌手
- 9月7日 - 細野秀雄、材料科学者
- 9月8日－福井謙二
- 9月10日 - 中西弘明、プロ野球選手
- 9月11日 - 大錦一徹、元大相撲力士、元山科親方
- 9月11日 - 中村よお、シンガーソングライター、作家
- 9月15日 - 竹下景子、女優
- 9月16日 - マヌエル・ペジェグリーニ、元サッカー選手、サッカー指導者
- 9月18日 - 滝沢敏文、アニメーション監督（+ 2015年）
- 9月22日 - セゴレーヌ・ロワイヤル、政治家
- 9月22日 - 神農清治、プロ野球選手
- 9月25日 - リチャード・デービス、元プロ野球選手
- 9月25日 - 古今亭志ん輔、落語家
- 9月29日 - ウォーレン・クロマティ、元プロ野球選手（巨人）
- 9月30日 - ダン・ゴンザレス、元プロ野球選手
- 9月30日 - ジェームス・ピータース、元プロ野球選手

### 10月
- 10月1日 - 薗部潔史、プロ野球選手
- 10月1日 - 飯山正樹、プロ野球選手
- 10月2日 - 岩崎和夫、元ラジオ関西アナウンサー
- 10月3日 - 永射保、元プロ野球選手（+ 2017年[11][12]）
- 10月3日 - スティーブ・フォックス、ゴダイゴベーシスト
- 10月4日 - 永田恭介、科学者、筑波大学学長（第9代）
- 10月5日 - コジロー、漫画家
- 10月6日 - 菅野由弘、作曲家
- 10月8日 - エドワード・ズウィック、映画監督
- 10月11日 - デヴィッド・モース、俳優
- 10月12日 - 大八木治、高校野球指導者
- 10月15日 - 河添房江、古代・中古文学研究家
- 10月16日 - パウロ・ロベルト・ファルカン、元サッカー選手・元サッカー日本代表監督
- 10月19日 - 今村泰典、リュート奏者・テオルボ奏者
- 10月20日 - キース・ヘルナンデス、元メジャーリーガー
- 10月21日 - ホアン・アイケルバーガー、元メジャーリーガー
- 10月22日 - 三田村邦彦、俳優
- 10月22日 - 伊藤薫、作詞家・作曲家
- 10月22日 - 竹内広明、プロ野球選手
- 10月24日 - 竹村拓、声優
- 10月25日 - 池毅、作曲家
- 10月26日 - 大屋好正、元プロ野球選手
- 10月27日 - 阿部敏郎、シンガーソングライター
- 10月28日 - 斉藤暁、俳優
- 10月28日 - 内田善美、元漫画家

### 11月
- 11月1日 - 阿川佐和子、エッセイスト・タレント
- 11月1日 - 石丸謙二郎、俳優・声優・ナレーター
- 11月1日 - 増元るみ子、北朝鮮による拉致被害者
- 11月1日 - ジーン・ダットサン、元プロ野球選手
- 11月1日 - ボー・ジョック、アコーディオン奏者・歌手（+ 1999年）
- 11月2日 - 平田満、俳優
- 11月2日 - 渡部重十、地球物理学者・惑星科学者
- 11月3日 - ケイト・キャプショー、女優
- 11月9日 - デイビッド・レズリー、レーシングドライバー  (+ 2008年)
- 11月10日 - ラリー・パリッシュ、元プロ野球選手（ヤクルト・阪神）
- 11月12日 - 大塚栄三郎、元板前・元騎手・調教助手
- 11月13日 - ヘンリエッテ・ハイヒェル、ジンギスカンメンバー
- 11月13日 - チャールズ・ティックナー、フィギュアスケート選手
- 11月14日 - 西川廣人、日産自動車取締役兼社長兼CEO
- 11月14日 - ドミニク・ド・ビルパン、フランスの外交官・元首相
- 11月14日 - イゴール・ボブリン、フィギュアスケート選手
- 11月14日 - 渡辺省吾、元プロ野球選手
- 11月15日 - 二宮至、元プロ野球選手
- 11月17日 - 春日祥之輔、元プロ野球選手
- 11月17日 - 川原昭二、元プロ野球選手
- 11月22日 - 船田元、自由民主党の政治家
- 11月22日 - 岡義朗、元プロ野球選手
- 11月22日 - 中田喜子、女優
- 11月22日 - 土屋恵三郎、高校野球指導者
- 11月23日 - ヨハン・デ・メイ、作曲家
- 11月23日 - 伊志嶺吉盛、高校野球指導者
- 11月27日 - ライル・メイズ、ミュージシャン (+ 2020年)
- 11月28日 - 大貫妙子、ミュージシャン
- 11月28日 - 松平健、俳優・歌手
- 11月28日 - 八木茂、元プロ野球選手
- 11月29日 - 保坂英二、プロ野球選手
- 11月29日 - 金島正彦、プロ野球選手

### 12月
- 12月3日 - パット・パットナム、元プロ野球選手
- 12月4日 - 三浦浩一、俳優
- 12月4日 - ジャン＝マリー・プファフ、元サッカー選手
- 12月5日 - 小林幸子、歌手
- 12月5日 - 若菜嘉晴、元プロ野球選手（太平洋・クラウン・阪神・横浜大洋・日本ハム）
- 12月6日 - 車田正美、漫画家
- 12月7日 - 水谷新太郎、元プロ野球選手
- 12月8日 - キム・ベイシンガー、女優
- 12月8日 - 名取和彦、元プロ野球選手
- 12月9日 - 落合博満、中日ドラゴンズGM
- 12月13日 - 岸義之、アニメーター
- 12月13日 - 四方正美、元子役・元女優
- 12月14日 - 福井照、政治家
- 12月15日 - シャライ・アンドラーシュ、フィギュアスケート選手
- 12月16日 - 安西マリア、歌手・女優（+ 2014年）
- 12月21日 - 安斎肇、イラストレーター・デザイナー
- 12月21日 - アンドラーシュ・シフ、ピアニスト
- 12月21日 - 牧村三枝子、演歌歌手
- 12月22日 - 上田栄治、サッカー選手・監督
- 12月24日 - 坂元昭二、ギタリスト
- 12月25日 - 角川博、演歌歌手・タレント
- 12月28日 - 藤波辰爾、プロレスラー
- 12月28日 - シクスト・レスカーノ、元プロ野球選手
- 12月28日 - リチャード・クレイダーマン、フランスのピアニスト
- 12月29日 - トーマス・バッハ、第9代国際オリンピック委員会（IOC）会長

### 日付不明
- 天野可淡 - 人形作家（+ 1990年）
- 後藤禎祐、プロダクトデザイナー

## 薨去・死去
- 1月1日 - ハンク・ウィリアムズ、アメリカのカントリーミュージシャン（*1923年）
- 1月2日 - 上杉憲章、米沢上杉家15代目当主（* 1876年）
- 1月4日 - 秩父宮雍仁親王、日本の皇族（* 1902年）
- 1月24日 - ベン・テイラー、メジャーリーガー（* 1888年）
- 1月14日 - 鳥居龍蔵、考古学者・人類学者・民俗学者（* 1870年）
- 2月24日 - ゲルト・フォン・ルントシュテット、ドイツ国防軍の元帥（* 1875年）
- 2月25日 - 斎藤茂吉、歌人（* 1882年）
- 3月5日 - ヨシフ・スターリン、ソビエト連邦の指導者（* 1878年）
- 3月5日 - セルゲイ・プロコフィエフ、作曲家（* 1891年）
- 3月9日 - 佐野学、社会主義運動家（* 1892年）
- 3月10日 - 峠三吉、詩人（* 1917年）
- 3月23日 - ラウル・デュフィ、画家（* 1877年）
- 3月28日 - ジム・ソープ、陸上・野球選手（* 1887年）
- 4月11日 - キッド・ニコルズ、メジャーリーガー（* 1869年）
- 4月18日 - 平山蘆江、作家（* 1882年）
- 4月22日 - アーミン・ロイシュナー、天文学者（* 1868年）
- 4月29日 - モイズ・キスリング、画家（* 1891年）
- 5月14日 - 国吉康雄、画家（* 1889年）
- 5月16日 - ジャンゴ・ラインハルト、ギタリスト（* 1910年）
- 5月18日 - 益田太郎冠者、財界人・劇作家・音楽家・男爵（* 1875年）
- 5月27日 - ジェシー・バーケット、メジャーリーガー（* 1868年）
- 5月28日 - 堀辰雄、小説家（* 1904年）
- 5月31日 - ウラジーミル・タトリン、画家・彫刻家・建築家・デザイナー・舞台美術家（* 1885年）
- 6月10日 - グジェゴシュ・フィテルベルク、ヴァイオリニスト・作曲家・指揮者（* 1879年）
- 6月18日 - 小室達、彫刻家（* 1899年）
- 6月23日 - アルベール・グレーズ、画家（* 1881年）
- 6月29日 - 幣原坦、歴史家・官僚・教育家（* 1870年）
- 7月7日 - 阪東妻三郎、俳優（* 1901年）
- 7月14日 - リヒャルト・フォン・ミーゼス、工学者（* 1883年）
- 7月29日 - リチャード・ピアース、航空工学者（* 1877年）
- 8月15日 - ルドウィッヒ・プラントル、物理学者（* 1875年）
- 9月1日 - ジャック・ティボー、ヴァイオリニスト（* 1880年）
- 9月3日 - 折口信夫、文学者（* 1887年）
- 9月3日 - ジャック・フィースター、メジャーリーガー（* 1878年）
- 9月7日 - 阿部信行、陸軍軍人・第36代内閣総理大臣（* 1875年）
- 9月13日 - 布施辰治、弁護士（* 1880年）
- 9月15日 - エーリヒ・メンデルゾーン、建築家（* 1887年）
- 9月19日 - パーシヴァル・ワイルド、作家・劇作家（* 1887年）
- 9月28日 - エドウィン・ハッブル、天文学者（* 1889年）
- 9月30日 - ルイス・フライ・リチャードソン、数学者・気象学者（* 1881年）
- 10月2日 - ジョン・マリン、画家・版画家（* 1870年）
- 10月4日 - 野口兼資、シテ方宝生流能楽師（* 1879年）
- 10月7日 - エミール・フィラ、画家・彫刻家（* 1882年）
- 10月8日 - キャスリーン・フェリア、コントラルト歌手（* 1912年）
- 10月14日 - 徳田球一、日本共産党の指導者（* 1894年）
- 10月21日 - 樺山愛輔、実業家・政治家（* 1865年）
- 10月29日 - ウィリアム・カペル、ピアニスト（* 1922年）
- 11月9日 - アブドゥルアズィーズ・イブン＝サウード、初代サウジアラビア国王（* 1880年）
- 11月27日 - ユージン・オニール、劇作家（* 1888年）
- 11月29日 - ガントレット恒、社会運動家（* 1873年）
- 12月5日 - ノエル・ミュートン＝ウッド、ピアニスト・作曲家（* 1922年）
- 12月15日 - エド・バロー、メジャーリーグ監督（* 1868年）
- 12月20日 - エマニュエル・デュ・マルゲリー、地質学者・地球物理学者（* 1862年）
- 12月22日 - 加藤道夫、劇作家（* 1918年）

## ノーベル賞
- 物理学賞 - フリッツ・ゼルニケ（オランダ）
- 化学賞 - ヘルマン・シュタウディンガー（ドイツ）
- 生理学・医学賞 - ハンス・クレブス（イギリス）、フリッツ・アルベルト・リップマン（アメリカ）
- 文学賞 - ウィンストン・チャーチル（イギリス）
- 平和賞 - ジョージ・C・マーシャル（アメリカ）